# 粟屋元吉
粟屋 元吉（あわや もとよし）は、安土桃山時代から江戸時代前期にかけての武将。毛利氏の家臣で長州藩士。

## 略歴
幼少期より毛利輝元に仕え、「元」の偏諱を与えられて「元吉」と名乗る。天正17年（1589年）に輝元に従って上洛し、豊臣秀吉から豊臣姓を下賜された。
寛永2年（1625年）に長門国阿武郡福田高佐800石を拝領した。隠居後剃髪して小澤津正法寺に入り寛永5年（1628年）に死去した。長男・元忠が家督と福田領400石を継いだ。
墓は佐々木小次郎の墓の隣にあったが、昭和53年（1978年）に太用寺に移された。